# Trolejbusová doprava v Gmündu
České Velenice a Gmünd, dnes souměstí na česko-rakouském pomezí (v době existence provozu pouze dolnorakouský Gmünd), provozovaly v minulosti malou trolejbusovou síť.

## Historie

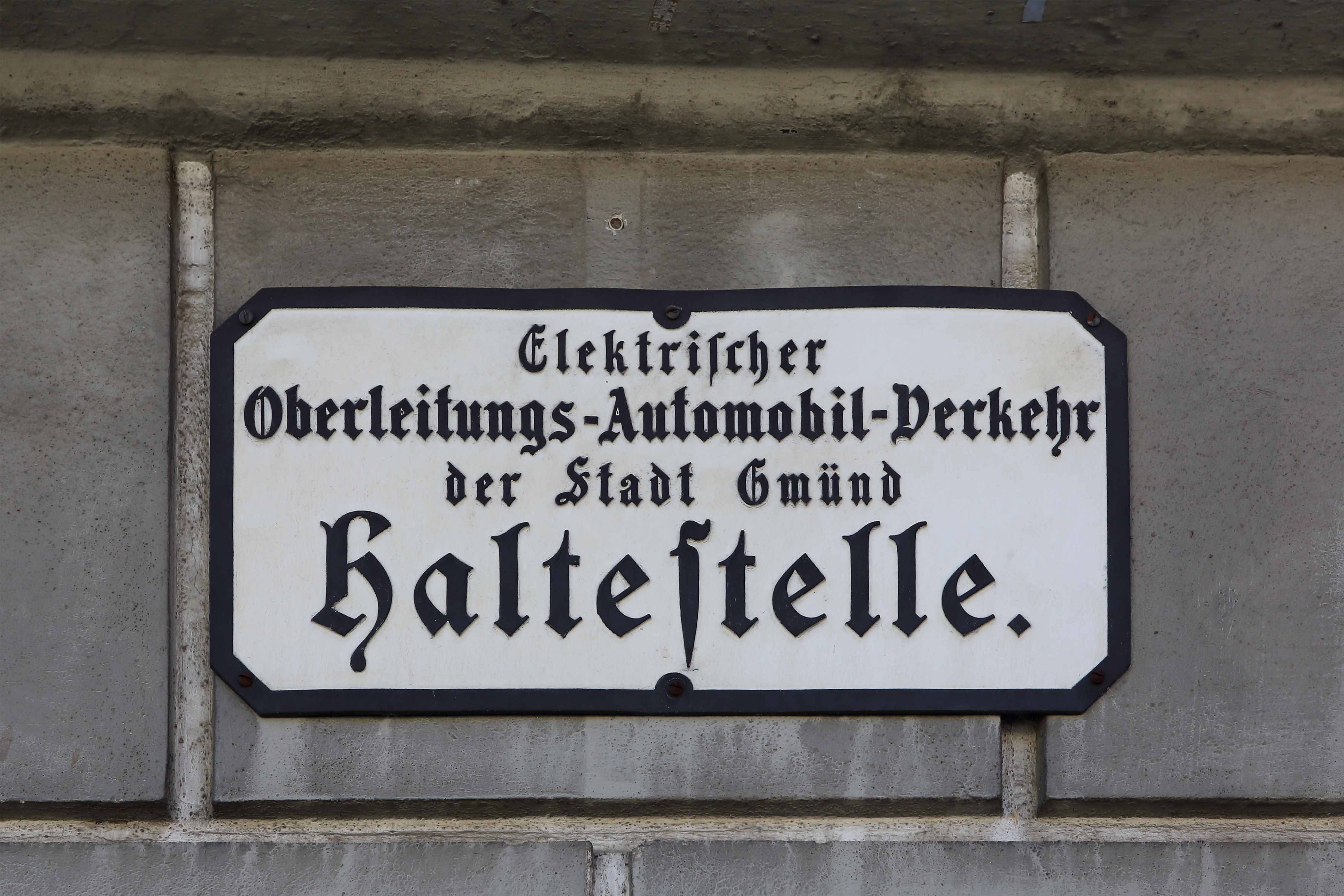
Zachovaný označník trolejbusové zastávky v Gmündu

O trolejbusech se ve městě Gmünd začalo uvažovat kvůli velké vzdálenosti železničního nádraží (umístěno v předměstské části Cmunt, dnes České Velenice) od centra města (dnešní rakouská část). Náklady na tramvajovou dopravu byly pro město příliš vysoké, a tak byla v roce 1906 schválena výstavba trolejbusové tratě.
Trolejbusy poprvé vyjely s cestujícími 16. července 1907, ale zkušební jízdy začaly již od 9. července. Provoz v Gmündu, respektive v Českých Velenicích (které vznikly až v roce 1922), se tak stal prvním trolejbusovým provozem na území dnešního Česka.
Jediná trať vedla od železničního nádraží přes Litschauer Strasse k radnici na náměstí, kde se také nacházela vozovna. Úsek měl délku 2,2 km a největší stoupání bylo 40 promile. Napájení bylo zvoleno stejnosměrné s napětím 440 V.
Již v roce 1909 byla trolejbusová trať na pozdějším českém území přeložena v koncovém úseku k nově vybudovanému nádraží. Délka se tak prodloužila na 3,3 km.
Z důvodů vysokých nákladů a nutnosti oprav byl provoz v roce 1916 zrušen a vozidla byla odprodána soukromému majiteli.
V první polovině druhého desetiletí 21. století byl zpracován projekt na stavbu tratě v českovelenickém parku, kde měla jezdit replika původního trolejbusu. Na vozidlo byla v roce 2014 zahájena veřejná sbírka a v roce 2016 byl vůz dokončen.

## Vozový park
Od zahájení do ukončení provozu zde působily 2 vozy Daimler-Stoll, z nichž jeden měl zmenšený prostor pro cestující a byl vybaven oddílem pro přepravu pošty.